# Liste de prix internationaux de mathématiques
Les prix internationaux de mathématiques sont des distinctions remises par divers organismes, fondations, associations, institutions à des mathématiciens et mathématiciennes en raison de leurs apports à la discipline.

## Principaux prix
Il n'existe pas de prix Nobel pour les mathématiciens.
La médaille Fields et le prix Abel sont cependant considérés comme une distinction de même valeur que le prix Nobel.
Parmi les autres distinctions prestigieuses figurent notamment :
- le prix Wolf ;
- le prix Fermat ;
- le prix Loève ;
- le prix Clay (parfois nommé prix du millénaire) ;
- le prix Carl-Friedrich-Gauss ;
- le prix Pólya et la médaille De Morgan, décernés par la London Mathematical Society;
- le prix Nevanlinna ;
- le prix Shaw ;
- le prix Nemmers.

D'autres prix sont :
- le prix Sophie-Germain ; le prix Hans-Freudenthal ; le prix Servant ; le prix Eugène-Catalan ; la Médaille Felix Klein ; la médaille Stefan Banach ; le prix Stefan-Banach ; le prix Leconte ; la médaille Sylvester ; le prix Bôcher ;

Parmi les prix scientifiques qui ne sont pas uniquement décernés à des mathématiciens, il y a notamment : le prix Crafoord, les médailles d'or, d'argent et de bronze du CNRS en France, le prix Gottfried-Wilhelm-Leibniz en Allemagne, la médaille Lomonossov en Russie.

## Autres prix internationaux demathématiques
Les prix énumérés dans les listes ci-dessous viennent en complément des prix déjà mentionnés.
Dans le tableau, le suffixe (+) après le pays indique que les mathématiciens étrangers sont éligibles. Seuls sont énumérés ici quelques-uns des récipiendaires mathématiciens francophones.
| Prix                                                    | Institution                               | Pays                                          | Valeur                             | Note                               | Lauréats francophones |
| ------------------------------------------------------- | ----------------------------------------- | --------------------------------------------- | ---------------------------------- | ---------------------------------- | --- |
| Médaille d'argent du CNRS                               | CNRS                                      | France +                                      |                                    |                                    | Isabelle Gallagher 2016 • Vincent Lafforgue 2015 • Mireille Bousquet-Mélou. 2014 • Nalini Anantharaman 2013 • Marie-Paule Cani 2012 • François Loeser 2011 • Alice Guionnet 2010 • Karine Chemla 2009 • Jean-François Le Gall 2009 • Claire Voisin 2006 • Frank Merle 2005 • Vladimir Touraev 2004 • Guy David 2001 • Michel Brion 1999 • Benoit Perthame 1994 • |
| Médaille de bronze du CNRS                              | CNRS                                      | France +                                      |                                    |                                    | Javier Fresán 2023 • Simon Riche 2016 • Fanny Kassel 2015 • Vincent Calvez 2014 • Romain Tessera 2013 • Jean-Yves Welschinger 2009 • Nicolas Bergeron 2007 • Tristan Rivière 1996 • Francis Bonahon 1985 • Guy Métivier 1980 • Jean-Pierre Bourguignon 1977 |
| Médaille de l'innovation du CNRS                        | CNRS                                      | France +                                      |                                    |                                    | Stéphane Mallat 2013 |
| Médaille d'or du CNRS                                   | CNRS                                      | France +                                      |                                    |                                    | Claire Voisin 2016 • Alain Connes 2004 • Jean-Pierre Serre 1987 • Henri Cartan 1976 • Jacques Hadamard 1956 • Émile Borel 1954 |
| Prix Nevanlinna                                         | IMU                                       | Finlande +                                    |                                    |                                    | |
| Prix Crafoord                                           | KVA                                       | Suède +                                       | 600 000 $                          |                                    | Maxime Kontsevitch 2008 • Alain Connes 2001 • Alexandre Grothendieck a refusé le prix 1988 • Pierre Deligne 1988 • Vladimir Arnold 1982 |
| Prix Loève                                              |                                           | États-Unis +                                  | 30 000 $                           | < 45 ans. Théorie des probabilités | Alice Guionnet 2009 • Wendelin Werner 2005 • Alain-Sol Sznitman 1999 • Jean-François Le Gall 1997 • Michel Talagrand 1995 |
| Prix Sophie-Germain                                     | ASF                                       | France                                        | 8 000 €                            |                                    | François Ledrappier 2016 • Carlos Simpson 2015 • Bernhard Keller 2014 • Albert Fathi 2013 • Lucien Birgé 2012 • Yves Le Jan 2011 • Guy Henniart 2010 • Nessim Sibony 2009 • Håkan Eliasson 2008 • Ngô Bảo Châu 2007 • Michael Harris 2006 • Jean-François Le Gall 2005 • Henri Berestycki 2004 • Claire Voisin 2003 |
| Prix Jacques-Louis-Lions                                | SMAI                                      | France                                        | 10 000 €                           | Mathématiques appliquées           | Maria J. Esteban 2019 • Denis Serre 2017 • Jesús Ildefonso Díaz 2015 • Pierre Degond 2013 • Vincent Giovangigli 2011 • Yvon Maday 2009 • Michel Fliess 2007 • Jean-Claude Nedelec 2005 • Roger Temam 2003 |
| Prix Carl-Friedrich-Gauss                               | IMU DMV                                   | Allemagne +                                   | 10 000 €                           |                                    | Yves Meyer 2010 |
| Grand prix Jacques-Herbrand                             | ASF                                       | France                                        | 25 000 €                           | < 35 ans.                          | Cyril Houdayer 2015 • David Hernandez 2013 • Nalini Anantharaman 2011 • Artur Ávila 2009 • Cédric Villani 2007 • Franck Barthe 2005 • Wendelin Werner 2003 • Christophe Breuil 2002 • Laurent Lafforgue 2001 • Albert Cohen 2000 • Laurent Manivel 1999 • Loïc Merel 1998 |
| Prix Lagrange en optimisation continue                  | SMAI SEMA SIMAI                           | Europe +                                      |                                    |                                    | Emmanuel Candès 2012 • Jean Bernard Lasserre 2009 • Philippe Toint 2006 |
| Prix Rollo-Davidson                                     |                                           | Royaume-Uni                                   |                                    | Probabilités                       | Hugo Duminil-Copin 2012 • Vincent Beffara 2012 • Christophe Garban 2011 • Grégory Miermont 2009 • Alice Guionnet 2003 • Stanislav Smirnov 2002 • Raphaël Cerf 1999 • Wendelin Werner 1998 • Jean Bertoin 1996 • Philippe Biane 1995 • Laurent Saloff-Coste 1994 • Gérard Ben Arous 1993 • Alain-Sol Sznitman 1991 • Rémi Léandre 1989 • Jean-François Le Gall 1986 • Piet Groeneboom 1985 |
| Prix Wolf                                               |                                           | Israël +                                      | 100 000 $                          | < 40 ans.                          | Pierre Deligne 2008 • Vladimir Arnold 2001 • Jean-Pierre Serre 2000 • Mikhaïl Gromov 1993 • Jacques Tits 1993 • Henri Cartan 1980 • Jean Leray 1979 • André Weil 1979 |
| Prix Adams                                              | University of Cambridge                   | Royaume-Uni +                                 | 14 000 £                           | < 40 ans.                          | Clément Mouhot 2016 • Françoise Tisseur 2012 • Harald Helfgott 2011 • Jacques Vanneste (en) 2010 • Raphaël Rouquier 2009 |
| Prix Blaise-Pascal                                      | SMAI GAMNI                                | France                                        | 3 000 €                            | < 40 ans. Mathématiques appliquées | Emmanuel Trélat 2014 • Erwan Faou 2013 • Francis Filbet 2012 • Rémi Gribonval 2011 • Emmanuel Grenier 2010 • Éric Cancès 2009 • Bertrand Maury 2008 • Josselin Garnier 2007 • Serge Piperno 2006 • Toufic Abboud 2005 • Albert Cohen 2004 • Valérie Perrier 2003 • Bruno Desprès 2002 • Rémi Abgrall 2001 • Frédéric Coquel 2000 • Claude Le Bris 1999 • Yves Achdou 1998 • Stéphane Mallat 1997 • Grégoire Allaire 1996 • Christine Bernardi 1995 • Patrick Joly 1994 • Bruno Stoufflet 1993 • Benoit Perthame 1992 • Yvon Maday 1991 • Jacques Blum 1990 • Denis Serre 1990 • Bernard Larrouturou 1989 • Alain Bamberger 1988 • Alain Lichnewsky 1987 • Olivier Pironneau 1986 • Patrick Le Tallec 1965 |
| Prix Gay-Lussac Humboldt                                |                                           | France Allemagne +                            | 60 000 €                           |                                    | Nikolaï Nadirashvili 2013 • Jean Jacod 2007 • Henri Berestycki 2004 • Jean-Marc Fontaine 2002 • Philippe Ciarlet 1996 • Claude Bardos 1993 • Nicolaas Kuiper 1990 • Marie-France Vignéras 1984 |
| Prix G. de B. Robinson                                  | SMdC                                      | Canada                                        |                                    |                                    | Jan Nekovář 2014 • Benoit Collins 2012 • Mireille Capitaine 2012 • Benoit Collins 2012 • Theodor Banica 2012 • Nikolai Nadirashvili 2008 • Ronald van Luijk 2007 |
| Prix La Recherche                                       |                                           | France                                        | 10 000 €                           | < 40 ans.                          | Valeria Banica 2014 • Sylvie Méléard, Benjamin Jourdain, Régis Ferrière 2013 • Wojbor A. Woyczynski 2013 • Serge Cantat, Dominique Cerveau, Yves Cornulier, Thomas Delzant, Julie Déserti, Jean-Philippe Furter, Stéphane Lamy 2012 • Thierry Colin, Olivier Saut, Emmanuel Grenier, Didier Bresch, Jean Palussiere, Benjamin Ribba 2011 • Damiano Lombardi, Angelo Iollo 2011 • George F C Griss (en) 2011 • François Alouges 2010 • Didier Bresch, Benoît Desjardins, Emmanuel Dormy, David Gérard-Varet, Emmanuel Grenier 2009 • Frédéric Dias, Denys Dutykh 2007 • Christophe Fochesato 2007 |
| Prix Léonid-Frank                                       | ASF                                       | France +                                      | 30 000 €                           |                                    | Patrick Gérard 2014 • Jean-Michel Coron 2011 • Jean-Louis Colliot-Thélène 2009 • Johannes Sjöstrand 2007 |
| Prix Leconte                                            | ASF                                       | France                                        | 2 000 €                            |                                    | Zoé Chatzidakis 2013 • David Lannes 2010 • Arnaud Chéritat et Xavier Buff 2006 • Christian Gérard 2002 • Philippe Biane 1998 • Michel Duflo 1984 • Marcel Berger 1978 • Élie Cartan 1930 • Maurice d'Ocagne 1892 |
| Grand prix Louis-Bachelier                              | SMAI Natixis                              | France                                        | 20 000 €                           | < 45 ans.                          | Josef Teichmann 2014 • Nizar Touzi 2012 • Rama Cont 2010 • Huyen Pham 2007 |
| Grand prix des sciences mathématiques                   | ASF                                       | France                                        | 3 000 Fr.                          |                                    | Laurent Schwartz 1964 • Pierre Boutroux 1912 • Robert de Montessus de Ballore 1906 • Ernest Vessiot 1902 • Matyáš Lerch 1900 • Edmond Maillet 1896 • Jacques Hadamard1892 • Paul Painlevé 1890 • Émile Picard 1888 • Georges Henri Halphen 1880 • Henri Poincaré 1878 ; 1880 • Eugène Charles Catalan 1863 • Noël Germinal Poudra 1862 • Edmond Bour 1852 et 1868 (à titre posthume) • Charles Sturm 1834 et 1827 • Sophie Germain 1816 • Joseph Fourier 1812 • |
| Prix André-Lichnerowicz                                 | EPFL                                      | Suisse                                        | 500 €                              | Poisson géométrie                  | David Li-Bland 2014 • Ioan Marcut 2014 • Thomas Willwacher 2012 • Marco Gualtieri 2010 • Marius Crainic 2008 |
| Prix Thérèse-Gautier                                    | ASF                                       | France                                        | 10 000 €                           |                                    | Jean Bertoin 2015 • Ofer Gabber 2011 • Jean-Pierre Wintenberger 2008 |
| Prix Eugène-Catalan                                     | ARB                                       | Belgique+                                     |                                    |                                    | Pierre Bieliavsky 2015 • Pierre-Emmanuel Caprace 2010 • Didier Smets 2005 • Jean-Michel Coron 2000 • Jean-Pierre Tignol 1995 • Haïm Brezis 1990 • Roger Apéry 1979 • |
| Prix Madame Victor Noury                                | ASF                                       | France                                        | 20 000 €                           | <45 ans                            | Clément Mouhot 2014 • Jean-Michel Coron 1990 |
| Prix Montyon                                            | ASF                                       | France                                        |                                    |                                    | Marc Yor 1986 • |
| Prix Marc-Yor                                           | SMAI, SMF                                 | France                                        | 3 000 €                            | Probas                             | Charles Bordenave 2017 • |
| Prix Mergier-Bourdeix                                   | ASF                                       | France                                        |                                    |                                    | Sylvia Serfaty 2013 • Fabrice Bethuel 2002 • Jean-Loup Waldspurger 1996 • Jean-Pierre Demailly 1994 • Jean Écalle 1988 |
| Prix Petit d'Ormoy, Carrière, Thébault                  | ASF                                       | France                                        | 1 500 €                            |                                    | Laurent Fargues 2009 • Yann Brenier 2005 • Aline Bonami 2001 • Marie-France Vignéras \|\| 1997 • Hervé Jacquet 1977 • Georges Reeb 1971 • Serge Lang 1967 • Jean Dieudonné 1966 • Charles Ehresmann 1965 • Jean Leray 1949 • Szolem Mandelbrojt 1945 • René Garnier 1943 • Marie Georges Humbert 1921 • Henri-Léon Lebesgue 1919 • Pierre Duhem 1907 • Jacques Hadamard 1906 ; 1903 • Émile Borel 1905 • Thomas Stieltjes 1892 • Édouard Goursat 1891 • Gaston Darboux 1884 |
| Prix Fröhlich                                           | LMS                                       | Royaume-Uni                                   |                                    | < 25 ans après le doctorat         | Martin Hairer 2014 |
| Prix Élie-Cartan                                        | ASF                                       | France                                        | 3 800 €                            | < 45 ans.                          | Anna Erschler 2015 • Francis Brown 2012 • Raphaël Rouquier 2009 • Emmanuel Ullmo 2006 • Jean-Benoît Bost 2002 • Laurent Clozel 1999 • Jean Bourgain 1990 • Mikhaïl Gromov 1984 |
| Prix Balzan                                             | Balzan                                    | Italie Suisse                                 | 750 000 Fr.Suisse                  |                                    | Pierre Deligne 2004 • Mikhaïl Gromov 1999 • Armand Borel 1992 • Jean-Pierre Serre 1985 |
| Prix Stephen-Smale                                      | FoCM                                      |                                               | 10 000 $                           | < 10 ans après le doctorat         | |
| Médaille Fields                                         | IMU                                       | Europe +                                      | 10 000 €                           | < 40 ans.                          | Artur Ávila 2014 • Martin Hairer 2014 • Cédric Villani 2010 • Stanislav Smirnov 2010 • Ngô Bảo Châu 2010 • Wendelin Werner 2006 • Laurent Lafforgue 2002 • Maxime Kontsevitch 1998 • Pierre-Louis Lions 1994 • Jean-Christophe Yoccoz 1994 • Jean Bourgain 1994 • Alain Connes 1982 • Pierre Deligne 1978 • Alexandre Grothendieck 1966 • René Thom 1958 • Jean-Pierre Serre 1954 • Laurent Schwartz 1950 |
| Médaille Émile-Picard                                   | ASF                                       | France                                        |                                    |                                    | Luc Illusie 2012 • Louis Boutet de Monvel 2007 • Jacques Dixmier 2001 • Jean-Pierre Kahane 1995 • François Bruhat 1989 • André Néron 1983 • Alexandre Grothendieck 1977 • Jean-Pierre Serre 1971 • Szolem Mandelbrojt 1965 • Henri Cartan 1959 • Paul Lévy 1953 • René Maurice Fréchet 1946 |
| Prix Servant                                            | ASF                                       | France                                        | 7 500 €                            |                                    | Vincent Lafforgue 2014 • Jean-Yves Chemin 2012 • Michel Ledoux 2010 • Guy Métivier 2008 • Laurent Véron 2006 • Guy David 2004 • Zoghman Mebkhout 2002 • Arnaud Beauville 2001 • Christian Bonatti 2000 • Patrick Gérard 1998 • Claire Voisin 1996 • Jean Lannes 1994 • Gilles Lebeau 1992 • Étienne Ghys 1990 • Anthony Joseph 1988 • Michel Talagrand 1986 • Jean-Luc Brylinski 1984 • Thierry Aubin 1982 • François Bruhat 1980 • Michaël Herman 1978 • Jacques Deny 1976 • Jacqueline Lelong-Ferrand 1974 • Paul Malliavin 1972 • Jean-Pierre Kahane 1972 • Bernard Malgrange 1970 • André Néron 1970 • Jean Cerf 1970 • Marcel Brelot 1968 • Michel Hervé 1968 |
| Prix Fermat                                             | IMT                                       | France +                                      | 20 000 €                           |                                    | Laure Saint-Raymond 2015 • Cédric Villani 2009 • Jean-François Le Gall 2005 • Pierre Colmez 2005 • Wendelin Werner 2001 • Frédéric Hélein 1999 • Fabrice Bethuel 1999 • Michel Talagrand 1997 • Jean-Michel Coron 1993 • Jean-Louis Colliot-Thélène 1991 Abbas Bahri 1989 • |
| Breakthrough Prize in Mathematics                       | Iouri Milner, Mark Zuckerberg Sergey Brin | Russie États-Unis                             | 3 000 000 $                        | Début: 2014                        | Jean Bourgain 2017 • Maxime Kontsevitch 2014 |
| Prix Konex                                              | Fondation Konex                           | Argentine                                     |                                    |                                    | |
| Prix Asahi                                              | Asahi Shinbun                             | Japon                                         |                                    |                                    | Masaki Kashiwara 1987 |
| Prix Clodomiro (es)                                     | MICIT                                     | Costa Rica                                    | ≈ 9 000 $                          | < 40 ans.                          | |
| Prix Narcís Monturiol                                   | GenCat                                    | Espagne                                       | 3 000 €                            |                                    | |
| Prix TWAS                                               | ICTP                                      | Italie +                                      | 2 000 $                            | < 40 ans.                          | |
| Premio Nacional de Ciencias y Artes                     | SEP                                       | Mexique +                                     |                                    |                                    | |
| Bernd Aulbach Prize                                     | ISDE                                      | États-Unis +                                  | 400 €                              | Differential equations             | |
| Prix Mca                                                | CIMAT UMALCA                              | Mexique +                                     | 1 000 $                            |                                    | |
| Americas Prize                                          | CIMAT UMALCA                              | Mexique +                                     | 5 000 $                            |                                    | |
| Solomon Lefschetz Medals                                | CIMAT UMALCA                              | Mexique +                                     | 5 000 $                            |                                    | |
| Prix Beal                                               | Andrew Beal AMS                           | États-Unis +                                  | 1 000 000 $                        |                                    | |
| Conférence Gibbs                                        | AMS                                       | États-Unis +                                  |                                    |                                    | Cédric Villani 2013 • Ingrid Daubechies 2005 • David Ruelle 1988 |
| Prix Philip Leverhulme                                  | Leverhulme Trust                          | Royaume-Uni +                                 | 70 000 £                           |                                    | |
| Premio Euskadi de Investigación]                        | EJGV                                      | Espagne                                       | 40 000 €                           |                                    | |
| Prix Gabrielle-Sand et M. Guido Triossi                 | ASF                                       | France                                        | 1 500 €                            |                                    | |
| Prix Maurice-Audin                                      | SMAI SMF                                  | France                                        | 1 500 €                            | < 45 ans.                          | Farhi Bakir 2016 • Kaoutar Ghomari et San Vu-Ngoc 2014 • Tarik Touaoula et Djelil Chafai 2012 • Yacine Ait Amrane et Amine Asselah 2011 • Boumediene Abdellaoui et Emmanuel Trélat 2010 • Boucif Abdessalam et Raphaël Danchin 2009 • Mouffak Benchohra et Vincent Guedj 2008 • Dalila Azzam Laouir, Abdelfatah Bouziani, Didier Bresch et Benoît Desjardins 2007 • Nadjia El Saadi et Thierry Barbot 2006 • Didier Smets et Brahim Mezerdi 2005 • Anne de Bouard et Sidi Mohamed Bouguima 2004 • Prix antérieur du même nom distribué par le Comité Maurice-Audin à : Jacques-Louis Lions • Jean-Pierre Kahane • André Néron • Marcel Berger • Michel Lazard • Paul-André Meyer • Pierre Cartier |
| Prix Eisenbud                                           | AMS                                       | États-Unis                                    | 5 000 $                            |                                    | |
| Prix Robbins                                            | AMS                                       | États-Unis                                    | 5 000 $                            |                                    | |
| Grand prix fondé par l'État                             |                                           | France                                        | 7 500 €                            |                                    | Bernard Helffer 2011 • |
| Prix Ernest-Déchelle                                    | ASF                                       | France                                        | 1 500 €                            |                                    | Stefanie Petermichl 2012 • Jean-Yves Welschinger 2008 • Patrick Delorme 2000 • Gérard Laumon 1992 • Pierre Lelong 1967 |
| Prix Paul Doistau-Émile Blutet                          | ASF                                       | France                                        | 3 000 €                            |                                    | Simone Dumont 2015 • Sébastien Boucksom 2014 • Serge Cantat 2012 • Yves André 2010 • Isabelle Gallagher 2008 • Alice Guionnet 2006 • Laurent Stolovitch 2004 • Hélène Esnault 2001 • Wendelin Werner 1999 • Pierre Bérard 1987 • Pierre-Louis Lions 1986 • Dominique Foata 1985 • Jean-Pierre Ramis 1982 • Marc Krasner 1958 |
| Royal Medal                                             | RSL                                       | Royaume-Uni                                   | 5 000 £                            |                                    | |
| Richard C. Prix DiPrima                                 | SIAM                                      | États-Unis +                                  | 1 000 $                            |                                    | |
| Red Sock Award                                          | SIAG                                      | États-Unis +                                  | 100 $                              |                                    | |
| Prix Gábor Szegö                                        | SIAG                                      | États-Unis +                                  |                                    |                                    | |
| Médaille De Morgan                                      | LMS                                       | Royaume-Uni                                   |                                    |                                    | |
| Australian Mathematical Society Medal                   | AustMS                                    | Australie +                                   |                                    | < 40 ans.                          | |
| Prix Franco Tricerri                                    | UMI                                       | Italie                                        |                                    |                                    | |
| Prix Calogero Vinti                                     | UMI                                       | Italie                                        | 4 100 €                            | < 40 ans.                          | |
| Prix Gaetano Fichera                                    | UMI                                       | Italie                                        | 5 000 €                            | < 40 ans.                          | |
| Prix Ennio de Giorgi                                    | UMI                                       | Italie                                        | 3 000 €                            | < 45 ans.                          | |
| Prix Abramov                                            | SPb                                       | Russie                                        |                                    | <35 ans.                           | |
| Premio Internacional Abertis                            | Abertis                                   | Espagne                                       | 10 000 €                           |                                    | |
| Médaille Christopher Heyde                              | AAS                                       | Australie                                     | 10 000 $                           | < 40 ans.                          | |
| Premi Nacional de Recerca                               | FCRI                                      | Espagne                                       | 40 000 €                           |                                    | |
| Abdus Salam Award                                       | NUST                                      | Pakistan                                      | 1 000 $                            | < 35 ans.                          | |
| Prix Abel                                               |                                           | Norvège +                                     | 740 000 €                          |                                    | Jean-Pierre Serre 2003 • Jacques Tits 2008 • Mikhaïl Gromov 2009 |
| Prix John-von-Neumann                                   | INFORMS                                   |                                               | 5 000 $                            |                                    | Jean-Bernard Lasserre 2015 • Michel Balinski 2013 • Laurence Wolsey 2012 • Gérard Cornuéjols 2011 • |
| Prix Alexandre-Joannidès                                | ASF                                       | France                                        | 7 500 €                            |                                    | Pierre Raphaël et Jérémie Szeftel 2014 • Michel Brion 2010 • Gérard Besson 2006 • Jean-Pierre Ramis 2002 • Roger Temam 1993 • Jean-Jacques Moreau 1986 • |
| Prix Ackermann-Teubner                                  |                                           | Allemagne +                                   |                                    | distribué entre 1914 et 1941       | |
| Prix Adrien-Pouliot                                     | SMdC                                      | Canada                                        |                                    |                                    | Donald Violette 2016 • Jean-Marie De Koninck 2004 • Frédéric Gourdeau 2014 • Bernard Courteau 2000 • |
| Prix de la Fondation sciences mathématiques de Paris    | FSM Paris                                 | France+                                       |                                    |                                    | Ivan Nourdin 2011 • Jérémie Szeftel 2009 • Grégory Miermont 2007 |
| Prix Wolfgang-Döblin                                    | Société Bernoulli                         |                                               | 2 500 €                            | proba                              | Grégory Miermont 2014 |
| Prix Ito                                                | Société Bernoulli                         |                                               | 5 000 $                            | proba                              | Francis Comets 2015 • Sylvie Roelly et Michèle Thieullen 2007 |
| Prix Ethel Newbold                                      | Société Bernoulli                         |                                               | 2 500 €                            |                                    | |
| Prix CRM-Fields-PIMS                                    | CRM, IF, PIMS                             | Canada                                        |                                    |                                    | Niky Kamran 2014 |
| Fiducies Killam                                         | Conseil des Arts du Canada                | Canada                                        |                                    |                                    | Jean-Marie Dufour 2006 • Niky Kamran 2008 • Gilles Brassard 2011 |
| Prix von-Kaven                                          | DFG                                       | Allemagne+                                    |                                    |                                    | |
| Prix André-Aisenstadt                                   | CRM                                       | Canada                                        | 3 000 $                            |                                    | Henri Darmon 1997 Niky Kamran 1992 |
| Prix Laplace                                            | SFdS                                      | France+                                       |                                    |                                    | Emmanuel Candès 2016 • Christian Gouriéroux 2013 • Anestis Antoniadis 2010 • Pascal Massart et Paul Deheuvels 2007 |
| Premi Albert Dou                                        | SEMA SCM                                  | Espagne                                       | 2 500 €                            |                                    | |
| D'Alembert Award                                        | ASME                                      | États-Unis                                    |                                    |                                    | |
| Prix Alfréd Rényi                                       |                                           | Hongrie                                       |                                    |                                    | |
| Prix Ampère                                             | ASF                                       | France                                        | 30 500 €                           |                                    | Michel Fliess 2015 • Arnaud Beauville 2013 • Gérard Iooss 2008 • Gilles Lebeau 2003 • Yves Colin de Verdière 1999 • Michèle Vergne 1997 • Christophe Soulé 1993 • Pierre-Louis Lions 1992 • Jean-Michel Bismut 1990 • Adrien Douady 1989 • Michel Raynaud 1987 • Haïm Brezis 1985 • Paul-André Meyer 1982 • Alain Connes 1980 • Pierre Cartier 1978 • Jacques Dixmier 1976 • |
| Prix de la Société mathématique autrichienne            | ÖMG                                       | Autriche                                      | 1 000 €                            |                                    | |
| Prix Bartolozzi                                         | UMI                                       | Italie                                        | 516 €                              | < 34 ans.                          | |
| Bateman Prize                                           |                                           |                                               |                                    |                                    | |
| Beal Conjecture and Prize                               | AMS                                       | États-Unis +                                  | 100 000 $                          |                                    | |
| Beale-Orchard-Hays Prize                                | MOS                                       | États-Unis                                    | 1 500 $                            |                                    | |
| Prix Berwick                                            | LMS                                       | Royaume-Uni                                   |                                    |                                    | Pierre-Emmanuel Caprace et Nicolas Monod 2015 |
| Prix Bôcher                                             | AMS                                       | États-Unis +                                  | 5 000 $                            | triennal                           | |
| Bolyai Janos Prize                                      | HAS                                       | Hongrie +                                     | 179 000 €                          |                                    | |
| Médaille George-Box                                     | ENBIS                                     | Europe +                                      |                                    | Statistiques                       | |
| Prix Blumenthal                                         | AMS                                       | États-Unis +                                  |                                    |                                    | Maryam Mirzakhani 2009 • Loïc Merel 1997 |
| Prix Caccioppoli                                        | UMI                                       | Italie                                        |                                    | < 39 ans.                          | |
| Médaille Cantor                                         | DMV                                       | Allemagne                                     |                                    |                                    | |
| AMS Centennial Fellowship                               | AMS                                       | États-Unis                                    | 90 000 $                           | Student grant                      | Jacques Hurtubise 1994 |
| Prix Chauvenet                                          | MAA                                       | États-Unis                                    | 1 000 $                            |                                    | François Trèves 1972 |
| Charles Moran Award                                     |                                           | Australie                                     |                                    | < 40 ans.                          | |
| Prix Whiteman                                           |                                           |                                               | 5 000 €                            | Hist. des math.                    | |
| Médaille Chern                                          | ICM CMF                                   | États-Unis                                    | 250 000 $                          |                                    | |
| Prix Chern                                              | ICCM                                      | Chine                                         |                                    |                                    | |
| Prix Clay                                               | CMI                                       | États-Unis +                                  | 1 000 000 $                        |                                    | |
| Prix Frank Nelson Cole                                  | AMS                                       | États-Unis                                    | 5 000 $                            | Algèbre théorie des nombres        | Henri Darmon 2017 • Jean-Pierre Wintenberger 2011 • Michel Raynaud 1995 • Serge Lang 1960 • Claude Chevalley 1941 |
| Prix Collatz                                            | ICIAM, GAMM                               | États-Unis                                    |                                    | < 42 ans.                          | Emmanuel Candès 2011 |
| Clay Research Award                                     | CMI                                       | États-Unis                                    |                                    |                                    | Maryam Mirzakhani 2014 • Yves Benoist et Jean-François Quint 2011 • Jean-Loup Waldspurger 2009 • Claire Voisin 2008• Gérard Laumon et Ngô Bảo Châu 2004 • Alain Connes et Laurent Lafforgue 2000 |
| Premio Consagración                                     | ANCEFN                                    | Argentine                                     | 10 000 $                           | < 40 ans.                          | |
| Prix COPSS                                              |                                           | États-Unis                                    |                                    | statistiques, < 40 ans.            | Pascal Massart 1998 |
| Prix Coxeter-James                                      | SMdC                                      | Canada                                        |                                    |                                    | Damien Roy 2000 • Henri Darmon 1998 • Jacques Hurtubise 1993 • Nassif Ghoussoub 1990 |
| Prix Crawford                                           | SIAG                                      | États-Unis                                    | 750 $                              |                                    | |
| Médaille Christopher-Zeeman                             | IMA LMS                                   | Royaume-Uni                                   |                                    |                                    | |
| Prix Dannie Heineman                                    | APS                                       | États-Unis +                                  | 10 000 $                           |                                    | Emmanuel Candès 2013 • Jean-Pierre Demailly 1991 |
| Prix David-Borwein                                      | SMdC                                      | Canada                                        |                                    |                                    | Nassif Ghoussoub 2010 |
| David Hilbert Award                                     | WFNMC                                     |                                               |                                    | closed                             | |
| Denes König Prize SIAG/DM                               | SIAM                                      | États-Unis                                    | 1 000 $                            |                                    | |
| Prix René Descartes                                     | UE                                        | Europe                                        | 1 000 000 €                        |                                    | |
| Award for Distinguished Public Service                  | AMS                                       | États-Unis +                                  | 4 000 $                            |                                    | |
| Médaille Dirac                                          | ICTP                                      | États-Unis +                                  | 5 000 $                            |                                    | |
| Premio Divulgacion en Matemáticas                       | SEMA                                      | Espagne                                       |                                    |                                    | |
| Emil Artin Junior Prize                                 | AMS                                       | Arménie                                       |                                    | < 35 ans.                          | |
| Prix Erdős                                              | Israel Mathematical Union                 | Israël                                        |                                    | Israélien de moins de 40 ans.      | |
| Premio de Excelencia Científica                         | FCFM                                      | Chili                                         | 15 000 $                           | < 40 ans.                          | |
| Premio Estímulo                                         | ANCEFN                                    | Argentine                                     | 5 000 $                            | < 40 ans.                          | |
| Prix Euler du livre                                     | MAA                                       | États-Unis                                    |                                    |                                    | |
| Prix Isaacs                                             | SIJD                                      |                                               |                                    | Jeux dynamiques                    | Pierre Bernhard et Alain Haurie 2008 |
| EMS Monograph Award                                     | EMS                                       | Europe +                                      | 10 000 €                           |                                    | Patrick Dehornoy, Francois Digne, Eddy Godelle, Daan Krammer, Jean Michel et Augusto C. Ponce 2014 |
| Prix EMS                                                | ECM                                       | Europe +                                      | 5 000 €                            | < 35 ans.                          | Vincent Calvez, Hugo Duminil-Copin 2016 • Emmanuel Breuillard, Mathieu Lewin, Grégory Miermont, Sophie Morel 2012 • Artur Ávila, Laure Saint-Raymond, Cédric Villani 2008 • Franck Barthe, Sylvia Serfaty 2004 • Raphaël Cerf, Emmanuel Grenier, Vincent Lafforgue, Wendelin Werner 2000 • Alexis Bonnet, Loïc Merel, Ricardo Pérez-Marco 1996 • Maxime Kontsevitch, François Labourie, Claire Voisin 1992 |
| Conférence Falconer                                     | AWM MAA                                   | États-Unis                                    |                                    | Femmes                             | |
| Colloquium Lectures                                     | AMS                                       |                                               |                                    |                                    | Alice Guionnet 2013 • Wendelin Werner 2008 • Jean Bourgain 1994 • Serge Lang 1981 |
| Conférence Noether (AWM)                                | AWM                                       | États-Unis+                                   |                                    | Femmes                             | Barbara Keyfitz 2012 • Ingrid Daubechies et Yvonne Choquet-Bruhat 2006 • Yvonne Choquet-Bruhat 1986 |
| Prix Maxwell                                            |                                           |                                               |                                    |                                    | Jean-Michel Coron 2015 |
| Prix Dargelos                                           | École Polytechnique                       |                                               |                                    |                                    | Jean-Michel Coron 2002 |
| Prix Langevin                                           | ASF                                       |                                               |                                    |                                    | Luc Robbiano 2015 • Patrick Dehornoy 2005 • Jean-Yves Chemin 1995 • Bernard Helffer 1991 • Abbas Bahri 1989 • Jean-Pierre Bourguignon 1987 |
| Prix Michler                                            | AWM                                       |                                               | 50 000 $                           | Femmes                             | |
| Prix Jaffé                                              | ASF                                       |                                               |                                    |                                    | Grégory Miermont 2016 • Jean-Pierre Labesse 2012 • Frédéric Campana 2008 • Colette Moeglin 2004 • Jean-Michel Coron 1995 • Jean-Christophe Yoccoz 1991 • Michaël Herman 1987 |
| Prix Michel-Monpetit                                    | ASF                                       |                                               |                                    |                                    | Laure Blanc-Féraud 2013 • Pierre Bernhard 1989 • Claude Pair 1978 |
| Prix Freycinet                                          | ASF                                       |                                               |                                    |                                    | Bernadette Perrin-Riou 1998 • Jean-Louis Colliot-Thélène 1985 |
| Médaille Albert-Châtelet                                |                                           |                                               |                                    |                                    | Gérald Tenenbaum 1985 • Jean-Louis Colliot-Thélène 1980 |
| Prix Fermat Junior                                      | IMT                                       | France +                                      | 2 000 €                            |                                    | |
| Prix Ferran Sunyer i Balaguer                           | IEC                                       | Espagne +                                     | 15 000 €                           |                                    | Guy David 2004 • Patrick Dehornoy 1999 |
| Prix Frederick W. Lanchester                            | INFORMS                                   | États-Unis +                                  | 5 000 $                            |                                    | Gérard Cornuéjols 2015 • Nicolas Vieille 2003 • Roger Wets 1997 • Laurence Wolsey 1989 • Gérard Cornuéjols 1977 • Maurice Allais 1957 |
| Fronteras                                               | FBBVA CSIC                                | Espagne +                                     | 400 000 €                          |                                    | |
| Bourse Fullbright                                       |                                           | Argentine États-Unis                          |                                    | Student grant                      | |
| Prix Fulkerson                                          | MPS AMS                                   | États-Unis +                                  | 1 500 $                            |                                    | |
| Prix Évariste Galois                                    | SCM IEC                                   | Espagne                                       | 1 000 €                            |                                    | |
| Prix Germund Dahlquist                                  | SIAM                                      | États-Unis +                                  | 1 000 $                            |                                    | |
| Prix George-B.-Dantzig                                  | SIAM MOS                                  | États-Unis +                                  |                                    |                                    | Laurence Wolsey 2012 • Gérard Cornuéjols 2009 • Roger Wets et Claude Lemaréchal 1994 |
| Prix George David Birkhoff                              | SIAM AMS                                  | États-Unis +                                  | 5 000 $                            |                                    | Emmanuel Candès 2015 |
| Prix George Pólya                                       | SIAM                                      | États-Unis +                                  | 20 000 $                           |                                    | Emmanuel Candès 2010 • Wendelin Werner 2006 |
| Médaille George Szekeres                                | AustMS                                    | Australie +                                   |                                    |                                    | |
| Médaille Guy                                            | RSS                                       | Royaume-Uni                                   |                                    | < 35 ans.                          | |
| Médaille Hannan                                         | AustMS                                    | Australie                                     |                                    |                                    | |
| Prix Hans-Freudenthal                                   | ICMI                                      | Pays-Bas +                                    |                                    |                                    | Yves Chevallard 2009 |
| Prix Popov                                              | IMI                                       | +                                             |                                    | Ph.D. <6 ans                       | Emmanuel Candès 2001 • Albert Cohen 1995 |
| Médaille Brouwer                                        | KWG                                       | Pays-Bas +                                    |                                    |                                    | Lucien Birgé 2005 • Armand Borel 1978 • René Thom 1970 |
| Prix Heinz-Hopf                                         | ETH                                       | Suisse +                                      | 20 000 €                           |                                    | Claire Voisin 2015 • Michael Rapoport 2011 |
| Prix von Staudt                                         |                                           | Allemagne                                     | 25 000 €                           |                                    | Michael Rapoport 2013 |
| Prix Gottfried-Wilhelm-Leibniz                          | Deutsche Forschungsgemeinschaft           | Allemagne +                                   |                                    |                                    | Hélène Esnault 2003 |
| Prix Henri-Poincaré                                     | IAMP                                      | Europe +                                      |                                    |                                    | Maxime Kontsevitch 1997 • David Ruelle 2006 • Cédric Villani 2009 • Nalini Anantharaman 2012 • Sylvia Serfaty 2012 |
| Prix Michael Holmboe                                    |                                           | Norvège                                       | 35 800 €                           |                                    | |
| Premio Príncipe de Asturias de Investigación            | FPA                                       | Espagne +                                     | 50 000 €                           |                                    | |
| Prix ICTCM                                              | ICTCM                                     | États-Unis +                                  |                                    |                                    | |
| Médaille Kolmogorov                                     | université de Londres                     |                                               |                                    |                                    | |
| Prix J. L. Lions                                        | ECCOMAS                                   | Europe +                                      | 3 000 $                            | < 40 ans.                          | |
| Prix James-Wilkinson                                    | SIAM                                      | États-Unis +                                  | 3 000 $                            | < 40 ans.                          | Emmanuel Candès 2005 |
| Prix Wilkinson pour les logiciels de calcul numérique   | SIAM                                      |                                               | 3 000 $                            |                                    | |
| Prix Jeffery-Williams                                   | SMdC                                      | Canada +                                      |                                    |                                    | |
| Prix John L. Synge                                      | SRC                                       | Canada +                                      |                                    |                                    | |
| Prix Júlio Rey Pastor                                   | MEC                                       | Espagne +                                     |                                    |                                    | |
| Premio Nacional de Ciencias Exactas de Chile (es)       | CNCA                                      | Chili                                         | 18 125 000 pesos                   |                                    | |
| Conférence Jürgen Moser                                 | SIAG                                      | États-Unis                                    | 500 $                              |                                    | |
| Premio José Luis Rubio de Francia                       | RSME                                      | Espagne                                       | 3 000 €                            | < 32 ans.                          | |
| Prix Vicent Caselles                                    | RSME                                      | Espagne                                       |                                    |                                    | |
| Prix Joseph S. DeBlasi                                  | ACM                                       | États-Unis +                                  |                                    |                                    | |
| Prix Karp                                               | ASL                                       | États-Unis +                                  |                                    |                                    | |
| Médaille Keith                                          |                                           | Royaume-Uni +                                 |                                    |                                    | |
| Médaille Euler                                          | ICA                                       |                                               |                                    |                                    | Claude Berge 1993 • |
| Médaille Kirkman                                        | ICA                                       |                                               |                                    | PhD<4 ans                          | |
| Médaille Hall                                           | ICA                                       |                                               |                                    | <40 ans                            | |
| Prix Hausdorff                                          | Univ Bonn                                 | Allemagne                                     | 500 €                              | thèse                              | |
| Médaille Hausdorff                                      | ESTS                                      |                                               |                                    |                                    | |
| Prix Louise-Hay                                         | AWM                                       |                                               |                                    | femmes                             | |
| Médaille Felix Klein                                    | CIEM                                      |                                               |                                    |                                    | Michèle Artigue 2013 • Guy Brousseau 2003 |
| Prix Felix-Klein                                        | EMS ITWM                                  | Allemagne +                                   | 5 000 €                            | < 38 ans.                          | Emmanuel Trélat 2012 • Josselin Garnier 2008 |
| Prix Knuth                                              | ACM IEEE-CS                               | États-Unis                                    | 5 000 $                            |                                    | |
| Médaille Lomonossov                                     | Académie des sciences de Russie           | Russie +                                      |                                    |                                    | Jean Leray 1988 • Arnaud Denjoy 1970 |
| Prix Krieger-Nelson                                     | SMdC                                      | Canada                                        |                                    | Femmes                             | Chantal David 2013 • Barbara Keyfitz 2005 • Catherine Sulem 1998 |
| Prix Lagrange                                           | MPS MOS                                   | États-Unis                                    | 1 500 $                            |                                    | |
| Prix Europeo Latsis                                     | ESF                                       | Europe +                                      | 100 000 Francs suisses             |                                    | |
| Prix Leroy P. Steele                                    | AMS                                       | États-Unis +                                  | 5 000 $                            |                                    | |
| Prix Leslie-Fox                                         | IMA                                       | États-Unis +                                  |                                    | < 31 Analyse numérique.            | |
| Prix Lester Randolph Ford                               | MAA                                       | États-Unis                                    | 500 $                              |                                    | |
| Prix Levi Conant                                        | AMS                                       | États-Unis                                    | 1 000 $                            |                                    | |
| Prix Lilavati                                           | ICM IMU                                   | Inde                                          | 20 000 $                           |                                    | |
| Lobachevski Prize                                       | RAS                                       | Russie +                                      |                                    |                                    | |
| Lyapunov Award                                          | ASME                                      | États-Unis                                    |                                    |                                    | |
| Médaille Methorst                                       | ISI                                       |                                               | 46 000 $                           | Statistiques                       | |
| Prix Michler                                            | AWM                                       | États-Unis                                    | 46 000 $                           | Femmes                             | |
| Prix Morgan                                             | AMS ; MAA ; SMAI                          | États-Unis +                                  | 1 200 $                            |                                    | |
| Prix Moore                                              | AMS                                       | États-Unis                                    | 5 000 $                            |                                    | |
| NAS Award                                               | NAS                                       | États-Unis                                    | 5 000 $                            |                                    | |
| National Medal of Science                               | NSF                                       | États-Unis +                                  |                                    |                                    | |
| Prix Naylor                                             | LMS                                       | Royaume-Uni                                   |                                    |                                    | |
| Prix Nemmers                                            |                                           | États-Unis                                    | 150 000 $                          | Northwestern University            | Ingrid Daubechies 2012 • Mikhaïl Gromov 2004 |
| Prix Nessyahu                                           |                                           | Israël                                        |                                    |                                    | |
| Prix Norbert Wiener                                     | AMS                                       | États-Unis                                    | 5 000 $                            |                                    | |
| Prix Oberwolfach                                        | MFO                                       | Allemagne +                                   | 10 000 €                           | < 35 ans.                          | Hugo Duminil-Copin 2013 • Ngô Bảo Châu 2007 • Alice Guionnet 1998 |
| Prix Acfas Urgel-Archambault                            | Acfas                                     | Québec                                        |                                    |                                    | Michel Delfour 1995 • Gilles Brassard 1992 • Francis Clarke 1990 • André Joyal 1982 • Adrien Pouliot 1955 |
| Prix Ostrowski                                          |                                           | Suisse                                        | 100 000 Fr.                        |                                    | Gilles Pisier 1997 • Jean Bourgain 1991 • Louis de Branges 1989 |
| Prix Oswald-Veblen                                      | EMS                                       | États-Unis +                                  | 5 000 $                            | Géométrie                          | Mikhaïl Gromov 1981 |
| Paul Erdős Award                                        | WFNMC                                     | Bulgarie +                                    |                                    |                                    | André Deledicq 2004 |
| Prix Paul-Erdős                                         | HAS                                       | Hongrie                                       |                                    | < 40 ans.                          | |
| Prix Peter Henrici                                      | SIAM et ETH Zurich                        | États-Unis et Suisse                          | 5 000 $                            |                                    | |
| Pi Mu Epsilon Award                                     | AMS                                       | États-Unis                                    |                                    |                                    | |
| Pioneer Prize                                           | ICIAM                                     | États-Unis                                    | 1 000 $                            | < 42 ans.                          | |
| Premio Pitágoras                                        |                                           | Italie +                                      | 20 000 €                           |                                    | |
| Polya Prize                                             | LMS                                       | Royaume-Uni                                   |                                    |                                    | |
| Prix Poncelet                                           | ASF                                       | France                                        | 2000 Fr                            |                                    | Yves Le Jan 1995 • Marie Farge 1993 • Jean-Yves Girard 1990 • Philippe Ciarlet 1981 • Henri Skoda 1978 • Georges Darmois 1954 • Joseph Kampé de Fériet 1951 • Georges Valiron 1948 • Alphonse Demoulin 1945 • Szolem Mandelbrojt 1938 • Paul Lévy 1936 • Maurice Fréchet 1934 • Raoul Bricard 1932 • Arnaud Denjoy 1930 • Alfred-Marie Liénard 1929 • Henri Villat 1927 • Paul Montel 1926 • Ernest Vessiot 1924 • Auguste Boulanger 1923 • Jules Drach 1922 • Élie Cartan 1920 • Prosper Charbonnier 1919 • Joseph Larmor 1918 • Jules Andrade 1917 • Charles-Jean de La Vallée Poussin 1916 • Henri-Léon Lebesgue 1914 • Ivar Fredholm 1908 • Charles Renard 1907 • Claude Guichard 1906 • Désiré André 1904 • David Hilbert 1903 • Maurice d'Ocagne 1902 • Émile Borel 1901 • Eugène Cosserat 1899 • Jacques Hadamard 1898 • Paul Painlevé 1896 • Hermann Laurent 1894 • Édouard Goursat 1889 • Paul Émile Appell 1887 • Émile Picard 1886 • Henri Poincaré 1885 • Jules Hoüel 1884 • Georges Henri Halphen 1883 • Charles Briot 1881 • Henry Léauté 1880 • Edmond Laguerre 1878 • Gaston Darboux 1875 • Amédée Mannheim 1872 • Joseph Boussinesq 1871 • Camille Jordan 1870 • |
| Prandtl medall                                          | ECCOMAS                                   | Europe                                        |                                    |                                    | |
| Concours européen des jeunes scientifiques              | EUCYS                                     | Europe                                        | 28 500 €                           | 18-20 ans.                         | |
| Jóvenes Investigadores                                  | CSIC                                      | Espagne                                       | 5 000 €                            | 15-20 ans.                         | |
| Ralph E. Kleinman Prize                                 | SIAM                                      | États-Unis                                    | 5 000 $                            |                                    | |
| Premio Reconocimiento                                   | UMALCA                                    | Amérique latine                               | 2 500 $                            |                                    | |
| Prix Richard Rado                                       |                                           | Allemagne                                     | 1 000 €                            |                                    | |
| Prix Schock                                             | KVA                                       | Suède +                                       | 44 000 €                           |                                    | |
| Prix international de statistiques                      | ISI ASA IBS IMS RSS                       |                                               | 75 000 $                           | Statistiques                       | David Cox 2016 |
| Rosalind Franklin                                       | RSL                                       | Royaume-Uni                                   | 30 000 £                           |                                    | |
| RSA Medal                                               | RSA                                       | États-Unis +                                  | 200 000 $                          |                                    | |
| Max Planck Research Award for International Cooperation |                                           |                                               |                                    |                                    | |
| Médaille d'or de la Société statistique du Canada       |                                           | Canada +                                      |                                    |                                    | |
| Prix Ruth-Lyttle-Satter                                 | AMS                                       | États-Unis                                    | 5 000 $                            | Femmes                             | Maryam Mirzakhani 2013 • Laure Saint-Raymond 2009 • Claire Voisin 2007 • Bernadette Perrin-Riou 1999 • Ingrid Daubechies 1997 |
| Salem Prize                                             | AMS                                       | États-Unis +                                  |                                    |                                    | |
| Prix SASTRA Ramanujan                                   | SASTRA                                    | Inde                                          | 10 000 $                           | < 32 ans.                          | |
| Prix ICTP Ramanujan                                     | ICTP                                      | Italie +                                      | 10 000 $                           | < 45 ans.                          | Philibert Nang 2011 |
| Prix Rousseeuw de Statistique                           | FRB                                       | Belgique +                                    | 1 000 000 $                        | Statistiques                       | |
| Prix Schafer                                            | AWM                                       | États-Unis                                    |                                    | Femmes                             | |
| Premio SEMA al joven investigador                       | SEMA                                      | Espagne                                       | 1 500 €                            |                                    | |
| Prix de thèse SMAI GAMNI                                | ECCOMAS                                   | Europe +                                      |                                    |                                    | |
| Prix Whitehead Senior                                   | LMS                                       | Royaume-Uni +                                 |                                    |                                    | |
| Prix Whitehead                                          | LMS                                       | Royaume-Uni +                                 |                                    |                                    | Clément Mouhot 2014 • Harald Helfgott 2010 • Raphaël Rouquier 2006 |
| Starting Grant                                          | ERC                                       | Europe                                        | 1 500 000 €                        | Student grant                      | |
| Selfridge Prize                                         | ANTS                                      | Allemagne                                     |                                    | Comp. Théorie des nombres          | |
| Prix Shaw                                               |                                           | Hong Kong +                                   | 1 000 000 $                        |                                    | |
| Sylvester Medal                                         | RSL                                       | Royaume-Uni +                                 | 3 500 £                            |                                    | |
| Prix Whittaker                                          | SMd'É                                     | Royaume-Uni                                   |                                    | Edimbourg                          | |
| Bourse Sloan                                            | APSF                                      | États-Unis                                    |                                    |                                    | |
| Smith's Prize                                           |                                           | Royaume-Uni                                   |                                    |                                    | |
| Prix Sofia-Kovalevskaïa                                 | Fondation Humboldt                        | Allemagne                                     | 1 650 000 €                        | PhD<6 ans                          | |
| Prix Kovalevskaïa                                       | SMM FSK                                   | Pays en développement ( Viêt Nam, Mexique...) |                                    | Femmes                             | Lê Thị Thanh Nhàn 2011 |
| « Premio Sotero Prieto »                                | MMS                                       | Mexique                                       |                                    |                                    | |
| Médaille Stampacchia                                    | UMI                                       | Italie +                                      |                                    | < 35 ans.                          | Tristan Rivière 2003 |
| Prix Stefan Bergman                                     | AMS                                       | États-Unis                                    | 12 500 $                           |                                    | Jean-Pierre Demailly 2015 • Mohammed Salah Baouendi 2003 • |
| Takebe Prizes                                           | MSJ                                       | Japon                                         |                                    |                                    | |
| Premio Talento Matemático                               |                                           | Chili                                         | 5 000 $                            | < 23 ans.                          | |
| J. Hall Taylor Medal                                    | ASME                                      | États-Unis +                                  | 1 000 $                            |                                    | |
| Prix Theodore von Kármán                                | SIAM                                      | États-Unis                                    | 1 000 $                            |                                    | Roland Glowinski 2004 |
| Médaille Thomas Ranken Lyle                             | AAS                                       | Australie                                     |                                    |                                    | |
| Prix Turing                                             | ACM Intel Google                          | États-Unis +                                  | 250 000 $ Depuis 2014: 1 000 000 $ |                                    | Joseph Sifakis 2007 |
| Prix Joseph L. Doob                                     | AMS                                       |                                               | 5 000 $                            | publié <6 ans                      | Cédric Villani 2014 |
| Prix Van Wijngaarden                                    | CWI                                       |                                               |                                    |                                    | Sara van de Geer et Xavier Leroy 2016 |
| Prix Whittaker                                          |                                           | Royaume-Uni +                                 | 500 £                              | < 35 ans.                          | |
| Senior Whittaker Prize                                  |                                           | Royaume-Uni +                                 | 500 £                              | < 35 ans.                          | |
| W.T. and Idalia Reid Prize                              | SIAM                                      | États-Unis +                                  | 20 000 $                           |                                    | |
| Prix Samuel-Wilks                                       | ASA                                       | États-Unis                                    | 1 500 $                            |                                    | |
| William Lowell Putnam                                   | MAA                                       | États-Unis                                    | 2 500 $                            |                                    | |
| Wolfskehl Prize                                         |                                           | Allemagne                                     | 14 000 €                           |                                    | |
| Zienkievwicz Medal                                      |                                           | Royaume-Uni +                                 | 1 000 £                            |                                    | |

## Canada
Plusieurs institutions remettent des prix et récompenses mathématiques, parfois elles s'unissent.
La Société mathématique du Canada remet chaque année le Prix Coxeter-James, le Prix Jeffery-Williams, le Prix David-Borwein, le Prix Krieger-Nelson uniquement à des mathématiciennes. Le Prix Adrien-Pouliot récompense une contribution importante et soutenue à l'enseignement des mathématiques. Le Prix G. de B. Robinson récompense les meilleurs articles parus dans le Journal canadien de mathématiques et le Bulletin canadien de mathématiques.
Le Centre de recherches mathématiques décerne le Prix André-Aisenstadt, le Prix ACP-CRM de physique théorique et mathématique, le Prix CRM-SSC en statistique et s'unit avec l'Institut Fields et le Pacific Institute for the Mathematical Sciences pour remettre le Prix CRM-Fields-PIMS annuellement.
La Société royale du Canada remet le Prix John L. Synge.
La Société statistique du Canada décerne une médaille d'or.
D'autres prix sont remis à d'éminents chercheurs canadiens, dont des mathématiciens (statisticiens, cryptologues...). Le Conseil des arts du Canada attribue les fiducies Killam, comprenant les bourses Killam et les prix Killam. Le Conseil de recherches en sciences naturelles et en génie du Canada décerne le Prix d'excellence du CRSNG aux finalistes de la Médaille Herzberg. L'Association francophone pour le savoir décerne le Prix Acfas Urgel-Archambault à une personne travaillant en sciences physiques, mathématiques ou en génie.